# Lidköping
Lidköping este un oraș în Suedia.

## Demografie
| \| Evoluția demografică a zonei urbane Lidköping, 1970–2015 \| Evoluția demografică a zonei urbane Lidköping, 1970–2015 \| Evoluția demografică a zonei urbane Lidköping, 1970–2015 \| Evoluția demografică a zonei urbane Lidköping, 1970–2015 \| Evoluția demografică a zonei urbane Lidköping, 1970–2015 \| \| --------------------------------------------------------------------------------------- \| -------------------------------------------------------- \| -------------------------------------------------------- \| -------------------------------------------------------- \| -------------------------------------------------------- \| \| An \| \| \| Locuitori \| \| \| 1970 \| 1970 \| \| 21.300 \| 21.300 \| \| 1975 \| 1975 \| \| 21.001 \| 21.001 \| \| 1980 \| 1980 \| \| 21.278 \| 21.278 \| \| 1990 \| 1990 \| \| 22.008 \| 22.008 \| \| 1995 \| 1995 \| \| 24.195 \| 24.195 \| \| 2000 \| 2000 \| \| 24.389 \| 24.389 \| \| 2005 \| 2005 \| \| 24.958 \| 24.958 \| \| 2010 \| 2010 \| \| 25.644 \| 25.644 \| \| 2015 \| 2015 \| \| 22.988 \| 22.988 \| \| Sursa: SCB - Statistika Centralbyrån, Folkmängden per tätort. Vart femte år 1960 - 2016 \| \| \| \| \| |      |  |           |        |
| Evoluția demografică a zonei urbane Lidköping, 1970–2015 |      |  |           |        |
| An |      |  | Locuitori |        |
| 1970 | 1970 |  | 21.300    | 21.300 |
| 1975 | 1975 |  | 21.001    | 21.001 |
| 1980 | 1980 |  | 21.278    | 21.278 |
| 1990 | 1990 |  | 22.008    | 22.008 |
| 1995 | 1995 |  | 24.195    | 24.195 |
| 2000 | 2000 |  | 24.389    | 24.389 |
| 2005 | 2005 |  | 24.958    | 24.958 |
| 2010 | 2010 |  | 25.644    | 25.644 |
| 2015 | 2015 |  | 22.988    | 22.988 |
| Sursa: SCB - Statistika Centralbyrån, Folkmängden per tätort. Vart femte år 1960 - 2016 |      |  |           |        |